# Rivière Boisbouscache
Pour les articles homonymes, voir Boisbouscache.
La rivière Boisbouscache coule successivement dans le territoire non organisé de Lac-Boisbouscache, ainsi que dans les municipalités de Saint-Médard et de Saint-Jean-de-Dieu, dans la municipalité régionale de comté (MRC) de Les Basques, dans la région administrative du Bas-Saint-Laurent, au Québec, au Canada.
La rivière Boisbouscache est un affluent de la rive nord-est de la rivière des Trois Pistoles laquelle coule vers le nord jusqu'au littoral sud-est du fleuve Saint-Laurent où elle se déverse dans la municipalité de Notre-Dame-des-Neiges, dans la municipalité régionale de comté (MRC) des Basques.

## Géographie
La rivière Boisbouscache prend sa source en zone forestière et montagneuse, dans le territoire non organisé de Lac-Boisbouscache, au cœur des Monts Notre-Dame. Cette source est située entre le lac des Îles et le lac à la Truit", à 16,4 km au sud-est du littoral sud-est de l'estuaire du Saint-Laurent, à 7,1 km au nord du centre du village de Saint-Médard, à 12,5 km à l'ouest du centre du village de Sainte-Françoise (Les Basques) et à 10,5 km au sud-est du centre du village de Saint-Mathieu-de-Rioux.
À partir de sa source, la rivière Boisbouscache coule sur environ 50 km à travers le massif des Appalaches, répartis selon les segments suivants :
- 7,0 km vers le nord-est dans le territoire non organisé de Lac-Boisbouscache, en coupant une route forestière, jusqu'à la rive nord du lac Boisbouscache ;
- 0,9 km vers l'est en traversant le lac Boisbouscache (longueur : 1,9 km ; altitude : 336 m) ;
- 0,3 km vers le sud, jusqu'à la rive nord-ouest du "lac Long" ;
- 0,9 km vers le nord-est en traversant le lac Long (longueur : 1,6 km ; altitude : 331 m), jusqu'au barrage situé à son embouchure. Note : la partie sud-ouest du lac est une zone de marais ;
- 0,6 km vers le sud, jusqu'à l'Étang de la Boisbouscache ;
- 1,8 km vers le sud-ouest, en recueillant dès le début de ce segment les eaux de la décharge du "Petit lac Boisbouscache" et en traversant l'Étang de la Boisbouscache, jusqu'à la limite de Saint-Médard ;
- 1,8 km vers le sud-ouest, en traversant l'Étang de la Boisbouscache, jusqu'au barrage situé à son embouchure ;
- 2,4 km vers le sud-ouest, jusqu'à la route du 9e rang ;
- 2,0 km vers le sud, en recueillant les eaux de la dé.charge (venant du nord-est) du Lac du Diable et le ruisseau de l'Ours (venant du sud-ouest), jusqu'à la rue Principale-Est ;
- 1,4 km vers le sud, jusqu'à la décharge du lac du Sud venant du nord-est ;
- 1,7 km vers le sud-ouest, jusqu'à la route du 7e rang ;
- 4,9 km vers le sud-ouest en longeant sur environ 2,5 km la limite de la municipalité de Saint-Guy, jusqu'à la limite de la municipalité de Saint-Jean-de-Dieu ;
- 1,0 km vers le nord-ouest en chevauchant la limite entre les municipalités de Saint-Jean-de-Dieu et Saint-Médard ;
- 5,5 km vers l'ouest, en serpentant jusqu'à la décharge (venant du sud) du "Lac de l'est", soit à la limite de Sainte-Rita et de Saint-Jean-de-Dieu ;
- 1,5 km vers l'ouest, en traversant sous le pont du rang du Trou-de-Siffleux et en recueillant les eaux de la rivière à Abraham (venant du nord), jusqu'au cours d'eau Gagnon (venant du nord) ;
- 1,9 km vers l'ouest, jusqu'au pont du chemin du rang Bellevue ;
- 3,9 km vers l'ouest, en recueillant les eaux du cours d'eau Sirois (venant du sud-ouest), jusqu'au cours d'eau Sénéchal (venant du sud-est) ;
- 2,1 km vers l'ouest, en recueillant les eaux de la rivière Abraham-Bell (venant du nord-est), jusqu'au cours d'eau du Sixième Rang (venant du sud-ouest) ;
- 0,4 km vers l'ouest, jusqu'au chemin du rang de la Rallonge Est ;
- 3,7 km vers l'ouest, en recueillant les eaux du ruisseau La Franchise (venant du nord-est), jusqu'au pont Rousseau (route 293) qu'elle coupe à 1,1 km au nord du centre du village de Saint-Jean-de-Dieu ;
- 1,7 km vers l'ouest, jusqu'à la confluence de la rivière aux Perdrix (rivière Boisbouscache) ;
- 1,1 km vers l'ouest, jusqu'à la confluence de la rivière aux Bouleaux (rivière Boisbouscache) ;
- 2,1 km vers l'ouest, en traversant la route du Moulin, jusqu'à la confluence de la rivière aux Sapins ;
- 1,3 km vers l'ouest, jusqu'à sa confluence.

La rivière Boisbouscache se déverse dans Saint-Jean-de-Dieu sur la rive nord-est de la rivière des Trois Pistoles, en face de la confluence du ruisseau Doré (venant du sud), à 1,3 km en aval du pont des Trois Roches (chemin de la Côte des Trois-Roches) et à 1,2 km en amont de l'embouchure de la rivière Plainasse.
En avril 1870, en arpentant le territoire du canton de Bégon, l'arpenteur G.-A. Doucet, signalait qu'il y a «à l'embouchure de la rivière Boisbouscache une petite isle d'un terrain magnifique».

## Toponymie
Le terme Boisbouscache s'avère la forme francisée du terme amérindien "Abagusquash" ; sa signification reste inconnue. Variante toponymique : Rivière à Ti-Bert.
Le toponyme Rivière Boisbouscache a été officialisé le 5 décembre 1968 à la Commission de toponymie du Québec.